# Kỹ thuật quân sự
Kỹ thuật quân sự là một ngành khoa học kỹ thuật nghiên cứu cơ bản và ứng dụng những thành tựu của khoa học vào thiết kế và chế tạo vũ khí và các phương tiện kỹ thuật chiến đấu và phòng thủ.
Các chuyên ngành của kỹ thuật quân sự:
- Tên lửa gồm đạn tự hành và đạn phản lực.
- Pháo gồm pháo nòng dài, pháo phản lực, lựu pháo và súng cối.
- Ra đa.
- Kỹ thuật thông tin liên lạc.
- Phương tiện quân sự gồm xe bọc thép (xe tăng, xe chở quân...), xe trinh sát, xe lửa bọc thép...
- Vũ khí hóa học.
- Vũ khí sinh học.
- Vũ khí hạt nhân.
- Vũ khí phóng xạ.
- Máy bay chiến đấu.
- Máy bay tàng hình.
- Tàu chiến.
- Tàu pháo
- Tàu tên lửa
- Tàu ngầm.
- Tàu sân bay
- Vũ khí bộ binh (súng, pháo: Hỏa khí).
- Đạn dược
- Thuốc phóng và Thuốc nổ
- Nhiêu liệu tên lửa
- Khí tài quang và quang điện tử
- Vũ khí laser
- Vũ khí nano
- Tác chiến điện tử
- Tác chiến không gian mạng
- Tác chiến vũ trụ
- chiến tranh thông tin
- Mật mã và an ninh thông tin.
- Công nghệ môi trường quân sự
- Công trình quân sự.
- Tên lửa ngư lôi và vũ khí dưới nước.
- Thủy lôi
- Ngư lôi
- Vũ khí hàng không (ném bom, tên lửa không quân)
- Pháo tàu.
- Tàu vũ trụ.
- Vệ tinh quân sự.
- Trắc địa và bản đồ quân sự.
- Bom.
- Mìn.